# Kirkjubøur
Kirkjubøur (daneză Kirkebø) este un sătuc din Insulele Faroe, odinioară cea mai importantă localitate din arhipelag. În prezent numără 80 locuitori.